# بوبي ريس
بوبي ريس (بالإنجليزية: Bobby Reis)‏ هو لاعب كرة قاعدة أمريكي، ولد في 2 يناير 1909 في Woodside, Queens ‏ في الولايات المتحدة، وتوفي في 1 مايو 1973 في سانت بول في الولايات المتحدة.

## وصلات خارجية
- بوبي ريس على موقع دوري كرة القاعدة الرئيسي (الإنجليزية)
- بوبي ريس على موقعبيزبول رفرنس.كوم (الدوري الرئيسي) (الإنجليزية)
- بوبي ريس على موقعبيزبول رفرنس.كوم (الدوري الثانوي) (الإنجليزية)